# Pseudoangonyx excellens
Pseudoangonyx excellens is een vlinder uit de familie van de pijlstaarten (Sphingidae). De wetenschappelijke naam van de soort werd in 1911 gepubliceerd door Rothschild als Panacra excellens.